# Неприборкана Анжеліка
«Неприборкана Анжеліка» (фр. Indomptable Angélique) — французький романтичний фільм, що є екранізацією четвертої однойменної частини «Неприборкана Анжеліка» із циклу роману Анн і Сержа Голон.

## Сюжет
Анжеліка дізнавшись, що її перший чоловік Жоффрей де Пейрак живий порушує наказ короля та їде з Парижу на його пошуки. Разом з нею вирішує на пошуки вчений Саварі.
Після прибуття на острів на якому може ховатися Жоффрей, Анжеліка бачить, що його там немає. Вона та Саварі обшукує острів, але знаходить лише прокаженого юнака, що відмовляється розкрити місцеперебування де Пейрака, оскільки граф допоміг зупинити розвиток хвороби і тепер юнак пов'язаний присягою вірності.
Саварі вмовляє Анжеліку закінчити пошуки чоловіка і повернутися до Парижу, але вона відмовляється. Вона вважає, що краще померти, ніж стати коханкою короля Людовіка XIV. Анжеліка вирішує вирушити до Марселя та зафрахтувати там шхуну, щоб проводити пошуки самостійно.
Наступного ранку герцог де Вівон, адмірал королівського флоту кидає якір на острові Лангустьє. Побачивши там маркізу дю Плессі-Бельєр, він має намір відправити її в Марсель. Однак після того, як Анжеліка натякає йому, що їй відомо, що його сестра, фаворитка короля, мадам де Монтеспан відвідує чорну месу герцог погоджується виконати прохання маркізи. Де Вівон допитує прокаженого, але той, кидається зі скелі вниз, щоб не видати секрету графа де Пейрака.
Галера де Вівона разом з Анжелікою і Саварі відпливає з острова. Зайшовши в найближчий порт, Анжеліка дізнається, що французьких кораблів там не було останні 2 місяці. Саварі вважає, що Жоффрей може ховатися в Сардинії і Анжеліка вмовляє де Вівона змінити курс плавання. Того ж вечора герцог намагається добитись любові маркізи, але отримавши відмову приймає рішення висадити її в першому ж порту на Корсиці. По дорозі вони бачать шебеку Рескатора відомого як небезпечного вільнодумця, людини, яка звільняє рабів та противника короля Франції. Де Вівон кидається в погоню, але потрапляє в пастку. Герцог пропонує Анжеліці рятуватись пливучи, а сам приймає бій. Королівська галера іде на дно, а полонені підібрані берберськими кораблями.
Рескатором виявляється Жоффрей де Пейрак. На борту своєї шебеки він святкує перемогу над королівським флотом, говорячи, що вестиме війну проти абсолютної влади короля. Він противник монархії, рабства, галер та каторжників.
Ввечері Жоффрей спускається в приміщення в якому знаходиться гарем. Одна з колишніх рабинь Есміна шалено закохана в де Пейрака з ревнощів збиває голову античної статуї, що нагадує Анжеліку. Його помічники знаходять вмирущого Саварі, який шепче ім'я Анжеліки. Жоффрей дізнається, що Анжеліка була на борту затопленої ним королівської галери.
Анжеліку рятує корабель християнина-відступника пірата д'Ескренвіля, який зриває на Анжеліці гнів на всіх жінок віддавши її на поталу матросам в нижній трюм. Від цього її рятує помічник д'Ескренвіля, що вмовляє капітана продати Анжеліку на Криті. Від усіх потрясінь у маркізи починається гарячка.
Рескатор у пошуках дружини підіймається на борт шхуни д'Ескренвіля, щоб дізнатися чи не підбирав ту Анжеліку. Рескатор пропонує 50 тисяч цехінів за її звільнення та попереджує, що якщо їй буде заподіяна шкода, то його помста буде безпощадною. Пірати заперечують, що їм що-небудь відомо про маркізу.
Пірати змушують Анжеліку підкоритися їм помістивши її в кімнату з дикими кішками. Вона дозволяє продати себе на Криті. На острові Анжеліка зустрічає лицарів Мальтійського Ордену і благає їх купити її. Лицарі погоджуються.
Плітки про незвичайну красу Анжеліки породжують велику зацікавленість. На аукціоні розпалюється торг. Ціни досягають неймовірного рівня. Анжеліку купує невідомий бербер за величезну ціну — 150 тисяч цехінів. Розлючений Меццо Морте, який постачає мікенському султану рабинь звинувачує д'Ескренвіля в порушенні обіцянки продати йому Анжеліку.
Бербер привозить маркізу в палац на березі моря. Анжеліка ходить по саду і раптом чує знайомі кроки де Пейрака. Вони обнімають одне одного.
Де Пейрак мучиться думкою, що Анжеліка стала коханкою короля Людовіка, хоча і виправдовує її, оскільки як вона вважала він помер. Анжеліка гнівно заперечує ці звинувачення і благає його повірити їй. Це не переконує графа. Вона кричить, що йому не треба було купувати її і їй краще було померти рабинею, але з думкою, що він кохає її. Вони сваряться і Жоффрей йде на свою шебеку, яку вважає своїм другом, який його ніколи не зраджував.
Повіривши словам Анжеліки, де Пейрак повертається на острів. Невідомі люди підпалюють його корабель. Він розуміє, що кохана набагато важливіше корабля і кидається їй в обійми. Анжеліка відпускає Жоффрея, щоб він загасив пожежу. Скориставшись цим люди д'Ескренвіля викрадають Анжеліку. Вони впевнені, що поки він зайнятий пожежею, вони зможуть знову продати маркізу.

## Актори і ролі
- Мішель Мерсьє — Анжеліка Сансе де Монтелу
- Робер Оссейн — Жоффрей де Пейрак
- Роже Піго — маркіз д'Ескренвіль
- Бруно Дітріх — Коріано
- Крістіан Роде — Луї Віктор де Рошешуар, герцог де Вівонн
- Паскале Мартіно — Саварі
- Еттор Манні — Язон
- Артуро Домінічі — Меццо-Морте
- Сігар Рупп — Міллеран
- Саміа Салі — Есміна
- Жак Тожа — голос диктора за кадром

## Прем'єра
Прем'єра фільму у Франції відбувалася 27 жовтня 1967 року, в ФРН — 15 грудня, в Туреччині — в січні 1968, в Фінляндії — 3 травня, у Данії — 9 березня.